# أسيتابولاريا
أسيتابولاريا Acetabularia، هو جنس من الطحالب الخضراء يعيش في المناطق الإستوائية وتحت الإستوائية، ويوجد في البحر الأبيض المتوسط ولهذا الطحلب أهمية كبيرة في الأبحاث الخاصة بعلاقة النواة والسيتوبلازم بتركيب وحياة الكائن الحي .

## وصف
يتكون طحلب أسيتابيولاريا عند النضج من ساق قائمة غير متفرعة قد يصل طولها إلى 10 سم وهي تحمل شعور عقيمة تسقط عند النضج . وتحمل في قمتها مظلة قد يصل قطرها إلى واحد سنتيمتر، ويترسب عليها مركبات كلسية، يثبت الطحلب في اليابسة بأشباه جذور .
تتكون المظلة من قرص خصب fertlile disc أو أكثر وقد يوجد أعلى المظلة شعور عقيمة، ويتكون كل قرص من عدة أكياس جاميطية موجودة على هيئة أشعة gametangial rays متلاصقة جانبيا، أو منفصلة تبعا للنوع.

## البيئة
يتواجد هذا الطحلب ملتصق بالصخور، بأجزاء الأصداف، أو بقطع الخشب في المناطق المحمية الضحلة للشعاب المرجانية أو مجاورة لمناطق seagrass و المانجروف . و من الممكن أن تنمو منفردة أو في مستعمرة .